# Ouragahio
Ouragahio è una città della Costa d'Avorio.